# Tiếng Domari
Tiếng Domari là một ngôn ngữ trong ngữ chi Indo-Arya thuộc ngữ tộc Indo-Iran của Hệ ngôn ngữ Ấn-Âu, nói bởi người Dom cổ phát tán rải rác khắp khu vực Trung Đông và Bắc Phi. Tiếng Domari cũng được ghi nhận được sử dụng xa về phía bắc là Azerbaijan, phía trung và nam là Thổ Nhĩ Kỳ, Iran, Afghanistan, Pakistan, Ấn Độ, Iraq, Palestine, Israel, Jordan, Ai Cập, Sudan, Libya, Tunisia, Algérie, Maroc, Syria và Liban. Dựa trên tính hệ thống của các thay đổi âm thanh, chúng ta biết với một mức độ xác thực rằng các tên Domari và Romani được lấy từ ḍom có nghĩa là "người" theo cách gọi của người Ấn Độ.

## Phương ngữ
Sự đa dạng rõ nhất của tiếng Domari là Palestine Domari, còn được gọi là "Syrian Gypsy", phương ngữ của cộng đồng Dom ở Jerusalem, được mô tả bởi RA S. Macalister trong những năm 1910. Palestine Domari là một ngôn ngữ có nguy cơ tuyệt chủng, với ít hơn 200 người nói, còn phần lớn trong số 1.200 thành viên của cộng đồng Jerusalem Domari nói tiếng Ả Rập Palestine.
Các phương ngữ khác bao gồm:
- Nawari ở Syria, Jordan, Lebanon, Israel, Palestine và Ai Cập.
- Kurbati (Ghorbati) ở Syria và miền tây Iran
- Helebi ở Ai Cập, Libya, Tunisia, Algeria và Morocco
- Halab / Ghajar ở Sudan.
- Karachi (Garachi) ở phía bắc Thổ Nhĩ Kỳ, phía bắc Iran, vùng Caucasus và miền nam nước Nga
- Marashi ở Thổ Nhĩ Kỳ
- Lyuli và Maznoug ở Uzbekistan và phần châu Á của Nga
- Barake tại Syria
- Churi-Wali ở Afghanistan
- Domaki và Wogri-Boli ở Ấn Độ